# Miquel Illescas i Córdoba
Miquel Illescas i Córdoba (Barcelona, 3 de desembre de 1965) és el jugador d'escacs català més fort de tots els temps. Va obtenir el títol de Mestre Internacional el 1986, i el de Gran Mestre el 1988. Ha estat molts cops campió d'Espanya absolut i per equips, (els seus vuit campionats d'Espanya individuals són un rècord absolut, que supera els 7 aconseguits per Artur Pomar), és el millor jugador català de la història i va ser durant molts anys el millor jugador espanyol, fins a l'eclosió del menorquí Paco Vallejo i la nacionalització del russo-letó Aleksei Xírov.
Illescas també ha destacat per la seva tasca de divulgació dels escacs, i el 24 d'octubre de 2005 va succeir en Román Torán com a responsable de la columna diària d'escacs que es publica a la secció de passatemps de La Vanguardia. El 2004 la FIDE li va atorgar el títol de FIDE Senior Trainer, el màxim títol d'entrenador internacional
L'any 2006 va ser entrenador del rus Vladímir Kràmnik en el seu enfrontament amb el búlgar Vesselín Topàlov en la lluita pel títol mundial que posà fi al cisma als escacs. En aquell enfrontament, un dels entrenadors de Topàlov era el menorquí Paco Vallejo.
A la llista d'Elo de la FIDE del juliol de 2022, hi tenia un Elo de 2614 punts, cosa que en feia el jugador número 6 (en actiu) de l'estat espanyol, i el 177 del món. El seu màxim Elo va ser de 2640 punts, a la llista de juliol de 1996 (posició 26 al rànquing mundial).

## Resultats destacats en competició
Al Campionat d'Espanya de 2010, disputat el setembre a El Sauzal, Tenerife, Illescas es proclamà campió (per vuitena vegada), en vèncer a la darrera ronda el GM Julen Arizmendi, mentre que el màxim favorit de la prova, Paco Vallejo no podia passar de les taules, i fou finalment segon. Al Campionat d'Espanya de 2011, celebrat a S'Arenal d'en Castell, hi empatà al primer lloc, però quedà segon per pitjor desempat (el campió fou Àlvar Alonso).
El 2013 empatà al segon lloc al Campionat d'Espanya, a Linares, amb Julen Arizmendi, Oleg Kornéiev i David Antón (el campió fou Ivan Salgado).
El juliol de 2014, fou tercer al XXXIV Obert Internacional "Vila de Benasc", rere Hrant Melkumian i Jorge Cori.

### Participació en olimpíades d'escacs
Illescas ha participat, representant Espanya, en dotze Olimpíades d'escacs entre els anys 1986 i 2014 (tres cops com a 1r tauler), amb un resultat de (+43 =63 –19), per un 59,6% de la puntuació. El seu millor resultat el va fer a l'Olimpíada del 2006 en puntuar 7 de 9 (+5 =4 -0), amb el 77,8% de la puntuació, amb una performance de 2756, i que li significà aconseguir la medalla de bronze individual del tercer tauler.

## Llibres
- Illescas, Miquel; Morcillo, Jordi; Amigó, Marta. Aprendemos a pensar jugando 1.  Barcelona: EDAMI, 2009. ISBN 978-84-613-4163-1.
- Illescas, Miquel; Morcillo, Jordi; Amigó, Marta. Aprendemos a pensar jugando 2.  Barcelona: EDAMI, 2009. ISBN 978-84-613-4164-1.
- Illescas, Miquel; Rodríguez, Amador. Joyas del ajedrez moderno.  Barcelona: EDAMI, 2012. ISBN 978-84-6145851-6.
- Illescas, Miquel. Jaque Mate.  Barcelona: Grupo Planeta, 2012. ISBN 978-84-15320-56-2.